# Idle time
Idle time is beschikbare kracht van een processor die niet gebruikt wordt.
Zo benut de processor van een personal computer tijdens bijvoorbeeld het enkel tonen van deze pagina, of als u een tekst intypt, niet zijn volledige rekenkracht. Deze rekenkracht wordt meestal dus gewoon niet benut, maar zou aangewend kunnen worden voor taken in de achtergrond, zoals een project voor distributed computing.
Daar tegenover staat dat moderne processoren hun energieverbruik kunnen verlagen als ze niets te doen hebben en daarmee het stroomverbruik en de warmteontwikkeling kunnen beperken.